# 대니얼 파크 커스티스

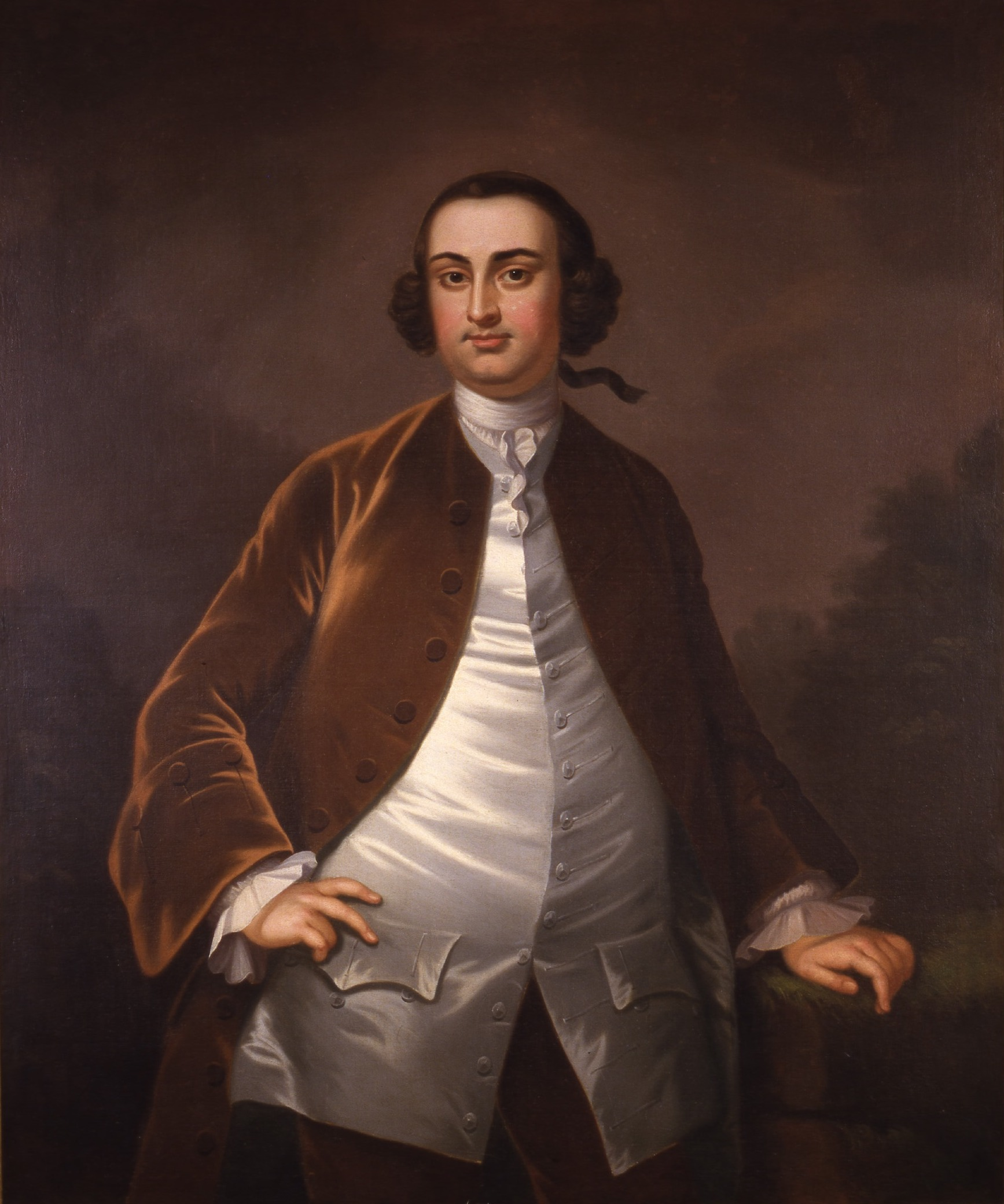

대니얼 파크 커스티스(Daniel Parke Custis, 1711년 10월 15일 ~ 1757년 7월 8일)는 미국의 농장 경영자이며, 버지니아주 출신이다. 부유한 집안에서 태어났으며, 아버지의 사후 농장을 이어받아 경영하였다. 이후 37세에 마사 댄드리지 커스티스와 결혼했으며, 1757년 심근 경색으로 사망했다.
사망 이후 아내 마사 댄드리지 커스티스는 미국 건국의 아버지인 조지 워싱턴과 결혼해 마사 워싱턴으로 이름을 바꾸었다.